# Избий всички 2
„Избий всички 2“ (на английски: Kill'em All 2), е италиано-американска копродукция, криминален екшън трилър, режисиран от Валери Милев, реализиран през 2024 година. Продължение на „Избий всички“ от 2017 година.
Филмът е заснет в Италия.

## Сюжет
В продълженито на филма Филип (Жан-Клод Ван Дам) се изправя лице в лице срещу руско-френски терорист (Андрей Ленарт), искащ отмъщение за убийството на брат си. Този път не е сам, а с отдавна изгубената си дъщеря (Жаклин Фернандес)...

## Актьорски състав
| Изпълнител                             | Роля                    |
| -------------------------------------- | ----------------------- |
| Жан-Клод Ван Дам                       | Филип                   |
| Жаклин Фернандес                       | Ванеса                  |
| Димитър Дойчинов                       | Каз                     |
| Андрей Ленарт                          | Влад Петрович           |
| Питър Стормайер                        | агент Холман            |
| Талия Асераф                           | Лидия                   |
| Антонио Иуорио                         | Говел                   |
| Николас Ван Варенберг като Ник Ван Дам | Иван                    |
| Давид Себасти                          | банков мениджър         |
| Андреа Ди Лела                         | големият телохранител   |
| Мария Кончита Алонсо                   | агент Сандерс           |
| Венцислав Христов                      |                         |
| Мередит Микелсон                       | Надя                    |
| Ани Безикиан                           | сътрудник в хотела      |
| Мартина Ди Фонте                       | момичето от кафенето    |
| Ана Голья                              | младото момиче на Говел |